# Franny Armstrong

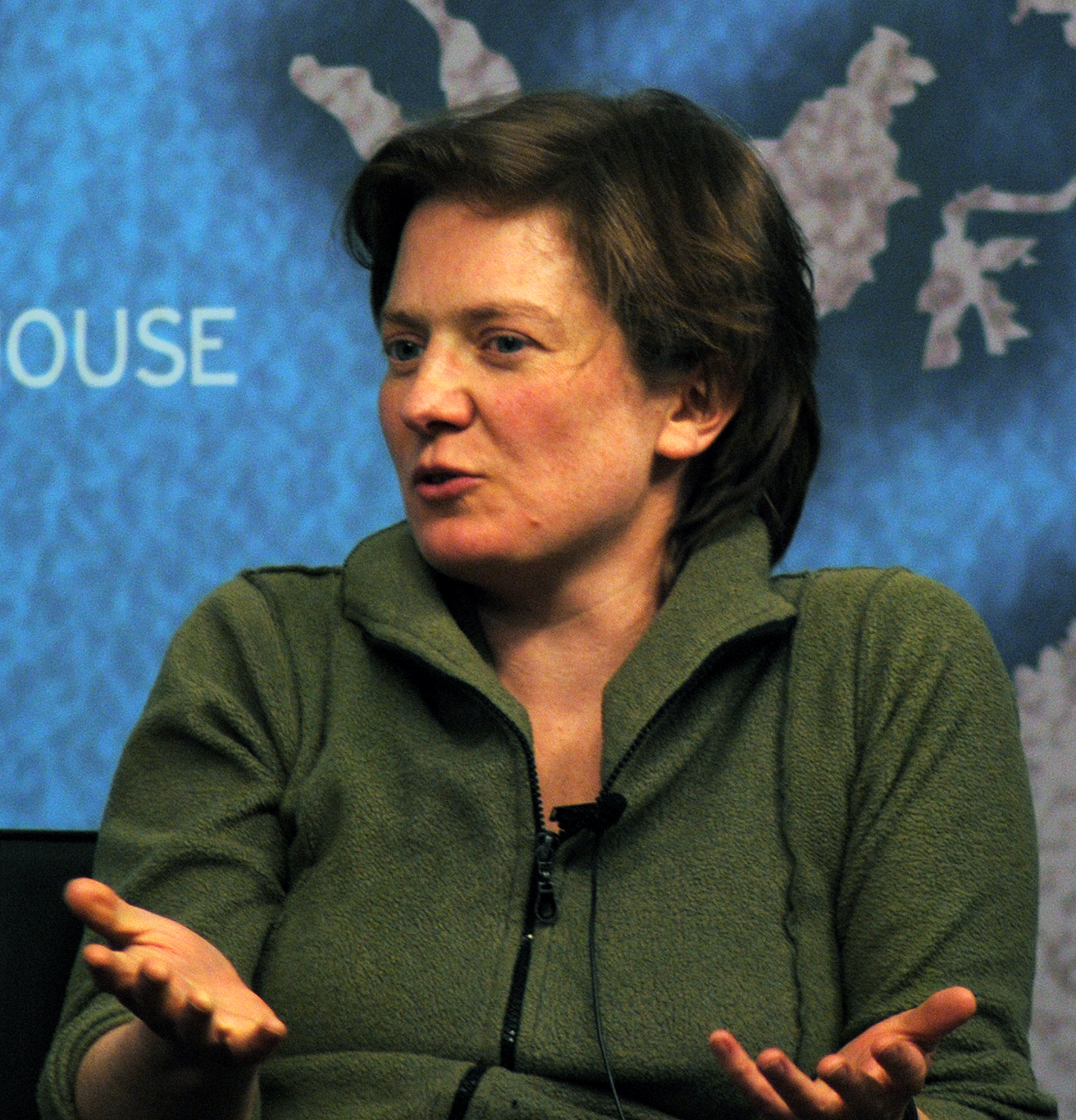
Franny Armstrong (2013)

Franny Armstrong (* 3. Februar 1972 in London) ist eine britische Dokumentarfilmerin, Filmproduzentin, Regisseurin und Umweltschutzaktivistin.

## Leben
Im Alter von sieben Jahren schrieb und inszenierte sie ihr erstes Stück an der Grundschule. Bereits als Kind begann sie Schlagzeug zu spielen. Auf eine Anzeige im Melody Maker wurde sie Schlagzeugerin der Londoner Independentband The Playthings. Die Gruppe trennte sich bereits nach drei Jahren und einem Album. Armstrong wurde daraufhin Schlagzeugerin bei The Band of Holy Joy, die bei dem Musiklabel Rough Trade unter Vertrag stand. Am University College London machte sie ihren Abschluss in Zoologie. Ihre Dissertation Ist die menschliche Spezies auf Selbstmord aus? lieferte die Vorlage für ihren späteren Film The Age of Stupid (2009).
1997 gründete Armstrong in Camden/London ihre Produktionsfirma Spanner Films. Im selben Jahr drehte sie mit McLibel ihren ersten Dokumentarfilm über eine Aufsehen erregende Verleumdungsklage von McDonald’s gegen zwei Umweltaktivisten, die zu einem der langwierigsten Gerichtsprozesse in England und zu einem Imageverlust der Fastfood-Kette führte (→McLibel-Fall). Der Film entstand ohne Auftraggeber oder Budget nur mit Hilfe einer Crew aus Freiwilligen, darunter der Regisseur Ken Loach, der die Gerichtsverhandlung inszenierte. Die Erstausstrahlung 1997 wurde von Anwälten der BBC One und Channel 4 gestoppt. Der Film wurde erst acht Jahre später, nachdem der Fall vor dem Europäischen Gerichtshof für Menschenrechte entschieden wurde, auf BBC Two gezeigt. Die Doku hatte beträchtliche Zuschauerzahlen und wurde von zahlreichen Kritikern beachtet. McLibel wurde bei den British Independent Film Awards als „Bester Dokumentarfilm“ nominiert. Er wurde in fünfzehn Ländern gezeigt.
2002 drehte Armstrong ihre zweite Dokumentation mit dem Titel Drowned Out, über den Widerstand indischer Familien gegen die drohende Zerstörung ihrer Häuser infolge der Flutung der Sardar-Sarovar-Talsperre. Der Film wurde 2004 bei den British Independent Film Awards als „Bester Dokumentarfilm“ nominiert. Ebenfalls 2002 entstand der Doku-Kurzfilm Baked Alaska, der auf die Folgen der Globalen Erwärmung hinweist.
Im März 2009 kam Armstrongs Film The Age of Stupid, ein endzeitliches Doku-Drama mit Pete Postlethwaite in der Hauptrolle, in die Kinos.
Im September 2009 gründete Armstrong die Klimaschutzkampagne 10:10 zunächst mit dem Ziel, die CO2-Emissionen in Großbritannien im Jahr 2010 um 10 % zu senken und die Bevölkerung für das Thema Klimaschutz zu sensibilisieren (das Projekt läuft mittlerweile international). Im Zuge der Kampagne veröffentlichte sie, zusammen mit Richard Curtis, im Oktober 2010 den Kurzfilm No Pressure.
Im November 2009 wurde Armstrong in Camden auf offener Straße von drei Jugendlichen mit Eisenstangen attackiert. Sie wurde von dem Londoner Bürgermeister Boris Johnson gerettet, der gerade zufällig mit dem Fahrrad vorbeifuhr.
Armstrong lebt und arbeitet in London.

## Filmografie
- 1997/2005: McLibel (1997: 50 min., Fernsehfilm) /  (2005: 85 min.)
- 2002: Drowned Out (87 min.)
- 2002: Baked Alaska (26 min.)
- 2009: The Age of Stupid (89 min.)
- 2010: No Pressure (Kurzfilm, 4 min.)